# 徳野涼子
徳野 涼子（とくの りょうこ、現姓:伊藤、1974年8月27日 - ）は、日本の元プロビーチバレー選手（元インドアバレーボール選手）。日本ビーチ文化振興協会常任理事。

## プロフィール
- 愛媛県松山市出身
- 身長：168cm　体重：60kg　右利き

## 来歴
筑波大学時代まではインドアのバレーボールをプレー。卒業後、ダイキヒメッツに入り、ビーチバレーに転向。楠原千秋とペアを組み国内外を転戦。ビーチバレーの国内大会「BVJC」（ビーチバレージャパンサーキット）で数多くの優勝、準優勝を経験。2001年アジアサーキット2001フィリピン・マニラ大会、同タイ・トラン大会で優勝を飾り、クィーン・オブ・ザ・ビーチ2001のチャンピオンにも輝いた。2002年にはワールドツアー4位となり、アジア大会銅メダル獲得。
2004年アテネ五輪に出場した。
2006年引退。筑波大学大学院に通う傍ら日本ビーチ文化振興協会常任理事も務める。
2013年より愛媛県立学校の保健体育科教諭。

## 球歴
- 所属チーム履歴

（バレーボール）松山市立雄新中学校→聖カタリナ女子高等学校→筑波大学
（ビーチバレー）ダイキヒメッツ（1997-2005年）
- 全日本代表としての主な国際大会出場歴
  - オリンピック - 2004年（ビーチバレーで出場）

## 主な戦歴

### ビーチバレー
1998年
- バンコクアジア大会　3位

2001年
- グランドスラム オーストリア大会  4位

2002年
- 釜山アジア大会　3位

2004年
- ワールドツアー ギリシャ大会　5位
- アテネ五輪出場　17位

## リンク
- 徳野涼子公式HP